# Райзінг-Сіті (Небраска)
Райзінг-Сіті (англ. Rising City) — селище (англ. village) в США, в окрузі Батлер штату Небраска. Населення — 356 осіб (2020).

## Географія
Райзінг-Сіті розташований за координатами 41°11′53″ пн. ш. 97°17′50″ зх. д. / 41.19806° пн. ш. 97.29722° зх. д. (41.198102, -97.297122).  За даними Бюро перепису населення США в 2010 році селище мало площу 0,94 км², з яких 0,94 км² — суходіл та 0,00 км² — водойми.

## Демографія
Згідно з переписом 2010 року, у селищі мешкали 374 особи в 153 домогосподарствах у складі 114 родин. Густота населення становила 397 осіб/км².  Було 165 помешкань (175/км²).
Расовий склад населення:
| - 97,6 % — білих - 1,3 % — осіб інших рас |

До двох чи більше рас належало 1,1 %. Частка іспаномовних становила 3,2 % від усіх жителів.
За віковим діапазоном населення розподілялося таким чином: 25,7 % — особи молодші 18 років, 55,6 % — особи у віці 18—64 років, 18,7 % — особи у віці 65 років та старші. Медіана віку мешканця становила 40,6 року. На 100 осіб жіночої статі у селищі припадало 105,5 чоловіків;  на 100 жінок у віці від 18 років та старших — 104,4 чоловіків також старших 18 років.
Середній дохід на одне домашнє господарство  становив 68 035 доларів США (медіана — 60 208), а середній дохід на одну сім'ю — 80 094 долари (медіана — 67 083). За межею бідності перебувало 6,8 % осіб, у тому числі 20,5 % дітей у віці до 18 років та 1,6 % осіб у віці 65 років та старших.
Цивільне працевлаштоване населення становило 167 осіб. Основні галузі зайнятості: виробництво — 25,1 %, освіта, охорона здоров'я та соціальна допомога — 18,6 %, будівництво — 9,0 %, транспорт — 7,2 %.